# William Cavendish (1er duc de Newcastle)
Pour les articles homonymes, voir William Cavendish.
William Cavendish (baptisé en 1593 – 25 décembre 1676), 1er comte puis duc de Newcastle, est un officier, courtisan, écrivain et correspondant anglais de Descartes.

## Biographie
Il fut en grande faveur auprès de Jacques Ier d’Angleterre et Charles Ier d’Angleterre. Il sacrifia toute sa fortune pour défendre la cause royale et prolongea la guerre de 1639 à 1644. Défait à la Bataille de Marston Moor, il s'exila avec son frère à Hambourg, Paris et Anvers où il vécut dix-huit ans. À Paris, les deux frères retrouvent Hobbes, et fréquentent entre autres Gassendi et Descartes. William fait ainsi la connaissance de Margaret Lucas (1623–73), Anglaise exilée, adepte enthousiaste du Mécanisme, qui devient sa seconde épouse. Les Cavendish correspondent avec Descartes, et l'on a conservé de ce commerce épistolaire trois lettres de Descartes datées de 1647 : l'une, où le philosophe indique que le but de ses recherches est la santé de l'homme ; l'autre où il défend la théorie de l'animal-machine qu'il avait présentée dans son « Discours de la Méthode. »
William Cavendish publie en 1657 sa Méthode et invention nouvelle de dresser les chevaux, et ne revient qu'à la Restauration. Il est alors nommé chef de la justice des comtés au nord du Trent. Il est créé comte de Newcastle par Charles Ier alors que Charles II d'Angleterre l'élèvera à la dignité de duc .
William Cavendish, qui est également un grand maître d'équitation, écrit à propos du cheval andalou : « S'il est bien choisi, c'est le plus noble cheval qui soit; le plus magnifique qui puisse être. Il est fougueux, robuste et très docile; il a un pas très fier, un trot très fier… un galop altier, et c'est le plus affectueux et le plus doux des chevaux, le mieux adapté qui soit pour un roi au Jour de Triomphe. ». Pour briser la résistance de l'animal, il préconisait d'utiliser des éperons sévères lors du dressage de chevaux difficiles car "pour mettre l'animal sur les hanches en relevant les épaules, il faut lui faire connaitre les éperons qui doivent être piquants afin que les côtés lui en cuisent.".

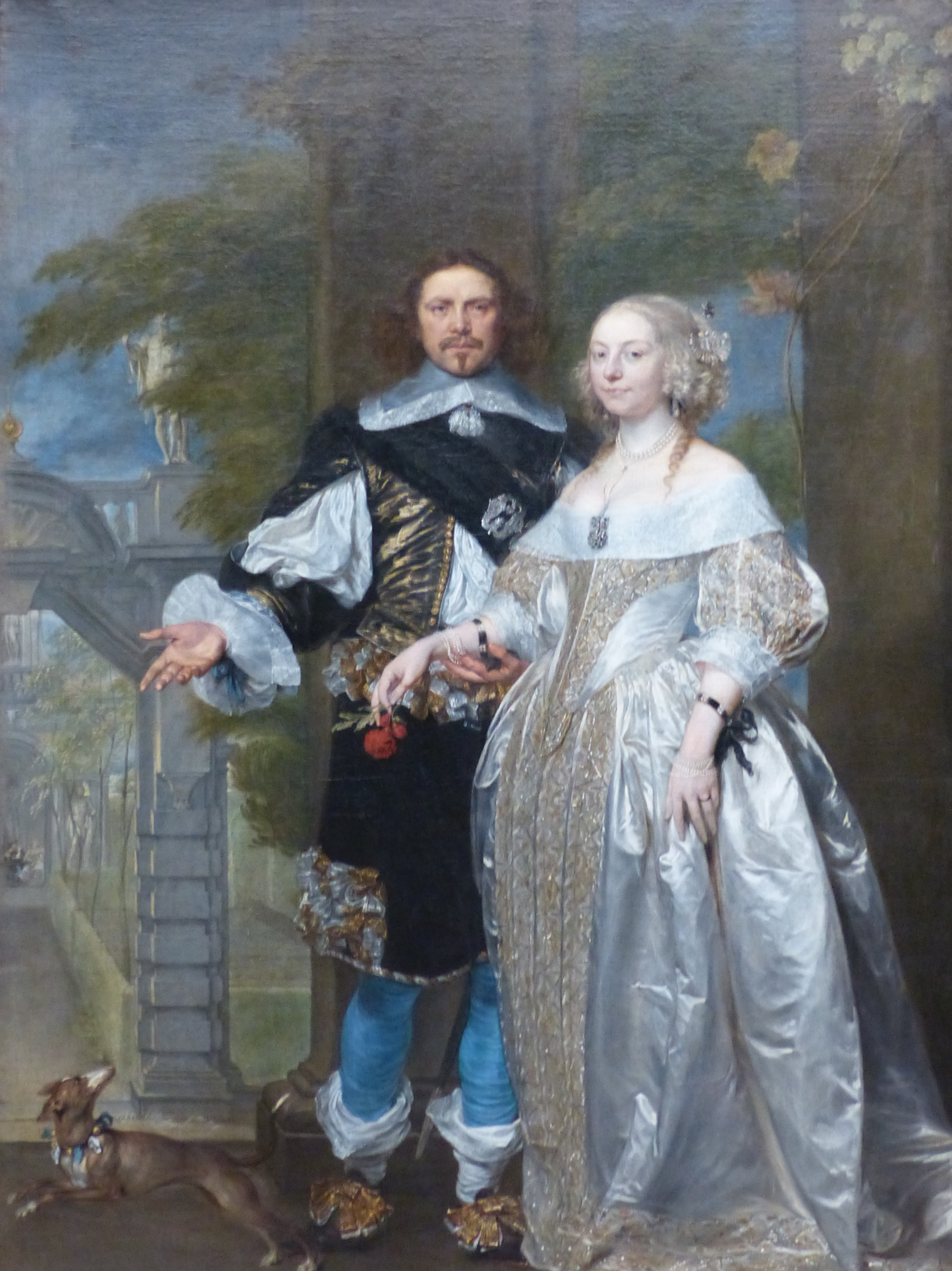
Les ducs de Newcastle.

## Ouvrages
- (avec Thomas Hobbes), Discours sur l'histoire : "Sur le commencement de Tacite", "De la lecture de l'histoire" (1620), trad. fr. Jauffrey Berthier & Nicolas Dubost, Paris, Folio, coll. Inédit Essais, 272 p., 2024  (ISBN 978-2073040688).
- Méthode nouvelle pour dresser les chevaux, (1667).

### Source
Cet article comprend des extraits du Dictionnaire Bouillet. Il est possible de supprimer cette indication, si le texte reflète le savoir actuel sur ce thème, si les sources sont citées, s'il satisfait aux exigences linguistiques actuelles et s'il ne contient pas de propos qui vont à l'encontre des règles de neutralité de Wikipédia.